# Ação Revolucionária Armada
A Ação Revolucionária Armada (ARA) foi o braço armado do Partido Comunista Português (PCP), como organização semiautónoma que esteve em atividade de 1970 a 1973, sob a ditadura do Estado Novo então liderada por Marcello Caetano. Destacaram-se pelas ações de luta contra a repressão (atentado à Escola Técnica da PIDE, Sete Rios), contra a guerra colonial (rombo no cargueiro Cunene; destruição de 16 helicópteros e 11 aviões na base de Tancos; destruição de material de guerra a ser embarcado no Muxima), e contra o imperialismo (Centro Cultural dos Estados Unidos da América; perturbam reunião da NATO; ataque ao Quartel-general da NATO em Oeiras).
A primeira reunião do Comité Central do PCP sobre o uso da violência como ação de autodefesa realizou-se em dezembro de 1962, e marcaria a posição do Partido em relação a este tema, procurando relacionar esta com as ações de massas. A violência não era posta de parte, podendo ser usada no paradigma do "levantamento nacional", desde que se esta fosse dirigida pelo Partido, e numa conjuntura de radicalização e intensificação da luta de massas, que pudesse levar a um ambiente revolucionário.
Em 1964, o PCP decidiu criar as "ações especiais", e em 1965, o núcleo, composto por Raimundo Narciso e Rogério de Carvalho, vai para Cuba tirar um curso sobre treino militar. Passados cinco meses, as "ações especiais" já tinham quadros, equipamento bélico, e vários locais clandestinos. O seu primeiro alvo foram as instalações da Organização do Tratado do Atlântico Norte (NATO) perto de Rio de Mouro, mas não é bem-sucedida. Nesse ano, uma vaga repressiva enfraqueceu o Partido e a ARA, que fica sem conseguir contactar a direção do PCP durante meses. Foi enviado em 1966 um novo grupo de militantes para Cuba para cursar em treino militar, mas quando voltam, influenciados pela linha guerrilheira do foquismo, fora da linha partidária, rompem com o Partido. Na reunião sobre o acontecimento, Álvaro Cunhal defendeu que os futuros operacionais das "ações especiais" deveriam cursar na União Soviética em vez de Cuba. Em 1967, quando Narciso volta da União Soviética, tem a incumbência de reestruturar as "ações especiais" com Ângelo Veloso. Em 1970, as "ações especiais" reuniram aproximadamente 42 operativos, estando relativamente estáveis, aptas para executar as ações já planeadas e com um paiol seguro. Num contexto de radicalização da sociedade portuguesa, Raimundo Narciso passa a dirigir a ARA com Jaime Serra e Francisco Miguel.
As "ações especiais" passaram a apresentar-se como Ação Revolucionária Armada a partir da reunião de rescaldo ao ataque ao navio Cunene, a 26 de outubro de 1970. A 20 de novembro, detonam três bombas, cada uma com um valor simbólico, representando as frentes de combate político: a luta contra a repressão, contra a guerra colonial, e contra o imperialismo. A Polícia Internacional e de Defesa do Estado (PIDE) — antecessora da Direção-Geral de Segurança (DGS) — só descobriu que a ARA era uma organização ligada ao PCP na sabotagem da base aérea de Tancos, com o nome de código, Operação "Águia Real", devido à complexidade envolvida e ao tamanho do feito, que resultou na destruição de 28 aeronaves, 13 delas irrecuperavelmente. A 3 de junho de 1971, há uma sabotagem da central de telecomunicações nacionais e internacionais durante a conferência ministerial da NATO, que causou "grande embaraço" ao regime, sendo esta noticiada mundialmente. A 2 de outubro, a ARA executa uma missão para desviar material explosivo no assalto ao paiol da pedreira. A 27 de outubro, dois dias antes da inauguração do Quartel do Comiberlant, às duas da manhã, uma bomba explodiu, que causou uma gigante destruição no Quartel, tanto no interior como no exterior. Em janeiro de 1972, a ARA realiza uma ação de destruição de material de guerra sofisticado e novo, vindo de França, que seguia para a guerra colonial no navio Muxima, e em julho há uma tentativa malsucedida de sabotar um navio. A 9 de agosto, no dia de tomada de posse de Américo Tomás, a ARA realiza uma última ação, que constituiu no corte de energia no país inteiro com ações de sabotagem.
Após um ano sem ações, e com a conciliação entre a oposição e o PCP, a ARA é suspensa em maio de 1973. Esta sofrera duros golpes anteriormente, com a prisão de vários operacionais importantes. Ela continuou clandestina até à revolução de 25 de abril de 1974, sendo só dissolvida com a queda do regime ditatorial do Estado Novo.

## Teoria política

### Uso da violência
Na reunião do Comité Central do PCP que decorreu em dezembro de 1962, é discutida pela primeira a questão do uso da violência como ação de autodefesa, e como relacionar esta com as ações de massas. A posição tomada nesta reunião seria remarcada nas reuniões posteriores:
"a eventual organização de ações de tipo especial é tarefa a levar a cabo por organismos especiais que embora actuando em conjugação com as ações e manifestações de massas e com o objetivo de as estimular, devem desenvolver a sua ação de modo inteiramente independente da ação das próprias massas. Isto é, a atuação dos organismos ou grupos para ações especiais não poderá nunca confundir-se, mesmo aos olhos das forças repressivas, com a ação e manifestações de massas"
O fundamental para o PCP era as ações de massas pacíficas, procurando o "levantamento de massas", estando as ações de luta armada fora de foco das discussões, apesar de serem abordadas. A possibilidade da luta armada não era nem riscada, nem seguida, daí procurar usar estes meios apenas quando achar apropriado. A linha seguida pelo Partido no informe Rumo à Vitória de abril de 1964 permite o uso da luta armada, mas o objetivo da "Revolução Democrática e Nacional" procurava a ação das massas para derrubar o regime e os seus aparelhos repressivos. O PCP perseguia o derrubamento da ditadura através do "levantamento nacional de massas", para o qual as condições ainda não estavam criadas, segundo o Partido, apesar de a oposição popular contra o regime estar a intensificar-se. Para o Partido, não se estando numa situação revolucionária implicaria que as massas não estariam prontas para efetuar este tipo de ação. Para o Partido, a sua tarefa era:
"não só impulsionar a luta popular que, por si, agrava a crise do regime, como preparar-se para poder conduzir o país à luta decisiva e final na situação revolucionária que se aproxima. [...] Guiados pelo marxismo-leninismo, definindo a nossa orientação apoiados nos factos, trabalhamos para apressar a criação de uma situação revolucionária e para criar as condições políticas e de organização de forma a estarmos à altura das exigências da situação"
Segundo o PCP, sendo a insurreição popular o resultado de amplas lutas de massas, durante este processo, devido ao aumento dos confrontos entre o aparelho repressivo e as massas, os quadros aqui formados deviam passar à luta armada. Nesta insurreição antifascista, para o PCP, seria fundamental o apoio de pelo menos alguma parte das Forças Armadas, já que estas eram o mais importante alicerce do regime. Assim sendo, o PCP procurara sempre criar células clandestinas nas várias divisões da organização para fazer um trabalho de agitação, propaganda, mobilização e organização junto dos militares descontentes com o regime. Na direção havia opiniões divergentes sobre a questão da luta armada, enquanto alguns preferiam a luta de massas, outros defendiam que as ações armadas eram a única maneira de derrubar um regime violento.

### Questões ideológicas
O PCP reconhecia o uso da ajuda das "ações especiais" sempre "como aprofundamento e intensificação do movimento político e social". Álvaro Cunhal definia o "radicalismo pequeno-burguês" como o "principal desvio ideológico que poderia afetar o partido":
"Hoje, o radicalismo pequeno-burguês, o revolucionarismo verbal, só insiste numa coisa: na ação direta imediata, na ação violenta imediata, na luta armada imediata. Há pessoas que assim falam e ficam doentes quando ouvem falar da luta de massas e de organização. (...) Esta tendência anarquista é sobretudo prejudicial pela orientação que pretende imprimir à luta democrática. Causa enormes prejuízos, na medida em que influi as forças democráticas a afastarem-se das suas tarefas essenciais, instantes, imediatas, sem realizar as quais nunca poderão vir a lançar uma insurreição vitoriosa: as lutas de massas e a organização"
Os setores mais radicais incluíam os estudantes e os operários da Margem Sul. O PCP não punha de parte a violência, mas procurava usá-la dentro do paradigma do "levantamento nacional", desde que se esta fosse dirigida pelo Partido, e numa conjuntura de radicalização e intensificação da luta de massas, que pudesse levar a um ambiente revolucionário para derrubar a ditadura. O PCP também tinha como objetivos a combater o "oportunismo de direita", o "aventureirismo" e o "esquerdismo".
Após Álvaro Cunhal sair da prisão, criticou fortemente a "política de direita" de Júlio Fogaça, e voltou-se a discutir a possibilidade da insurreição armada. O Partido estava numa situação complexa, com a crítica de Cunhal à "política de direita" seguida até sair da prisão, a política de coexistência pacífica seguida pela União Soviética, os setores mais radicais do movimento operário e estudantil, e a tentativa de entendimento com outros setores da oposição. Este impasse foi ultrapassado após a fraude nas eleições em que participou General Humberto Delgado, o que aumentou a radicalização na sociedade portuguesa. Em 1964, o PCP entrou no processo de formular uma estrutura de luta armada não letal contra o aparato colonial e repressivo do regime do Estado Novo, que acabou por se tornar na ARA, uma organização única no contexto europeu, sendo que mais nenhum partido comunista tinha decidido usar a luta armada. As ações da ARA teriam como alvo principal a Guerra Colonial, que simbolizava o imperialismo, o colonialismo, a repressão e a perda de vidas, também tendo como alvo o aparelho repressivo estatal e o imperialismo. A ARA recusaria usar ações letais, procurando sempre diminuir o risco de haver perda de vidas, vendo o contrário como contraprodutivo. A luta da ARA tinha o objetivo de delinear nitidamente à população que o seu alvo era o regime.

## Antecedentes

### Formação das "ações especiais"
O PCP decidiu começar o processo de formação de uma nova organização, focada em "ações especiais", declarando que:
"O agravamento da crise do regime fascista, o desenvolvimento da luta política de massas, a radicalização destas, a brutalidade do aparelho repressivo e a evolução da guerra colonial, colocam ao Partido uma tarefa nova: a tarefa de organizar ações de autodefesa das massas, ações que visem atingir mais diretamente o aparelho militar da guerra colonial, que criem dificuldades ao aparelho repressivo, que dificultem a propaganda fascista e deem novos aspetos à agitação e propaganda antifascista. A execução de tais ações não pode ser deixada à espontaneidade. Tem de ser encarada no terreno prático."
Rogério de Carvalho, membro do Comité Central desde 1963, é escolhido para lançar as bases do organismo "ações especiais", começando este a recrutar o que viria a ser o núcleo original a partir de 1964. É contactado Raimundo Narciso, estudante do Instituto Superior Técnico com presença em várias atividades políticas, que passa à clandestinidade. É contactado um oficial miliciano, que recusa, e Almeida, que foi um colaborador de 1965 a 1966, mas que recusa passar à clandestinidade por acabar o curso, estando disposto a ser apenas militante do Partido e a fazer tarefas apontadas. Assim, as "ações especiais" arrancaram a ser constituídas unicamente por 2 funcionários e o apoio de Almeida.
No começo de 1965, Rogério de Carvalho e Raimundo Narciso passam pela União Soviética antes de ir para Cuba, para cursar em treino militar. Ambos haviam sido oficiais milicianos no Exército em alturas diferentes. Na União Soviética tiveram uma reunião com Álvaro Cunhal e Francisco Miguel Duarte, recebendo orientações diretamente de Álvaro Cunhal, que definiu o que era o objetivo da organização. De acordo com Raimundo Narciso, "a intenção do PCP era criar uma estrutura paralela, ainda que politicamente tutelada e apoiada, o que significava que o partido se desobrigava de uma responsabilidade direta e assumida das ações a desencadear". Ficaram dois meses a receber um curso de manejo de armas, explosivos, e técnicas de guerrilha em Cuba, numa mansão em El Vedado, Havana.
Quando chegaram a Portugal, procurando uma rede de apoios, entraram em contacto com António Pedro Ferreira (pseudónimo "Morais"), estudante do Instituto Superior Técnico, Leonel (pseudónimo), engenheiro e combatente na guerra colonial, e o operário Mário Reis.

### Fornecedores
O tenente paraquedista Cassiano Bessa, um oficial ligado ao PCP, principal fornecedor de quaisquer materiais que conseguisse desviar dos quartéis, é denunciado, mas consegue fugir do país antes de ser preso. Esta foi uma "baixa importante" para as "ações especiais". A maioria do equipamento usado pelas "ações especiais" e da posterior Ação Revolucionária Armada, como armamento e material explosivo, tinham origem no exército português, sendo ou desviado por militantes, simpatizantes, ou militares que eram contra a guerra. Em 1967, o trabalho dentro das Forças Armadas intensifica-se em Portugal e nas colónias. O boletim IRFA – Informação Revolucionária para as Forças Armadas começou a ser publicado. Esta organização do PCP nas Forças Armadas durou até à revolução de 25 de abril de 1974, e segundo Carlos Brito, "esta estrutura partidária revelou-se de grande importância, pois foi através dela que o PCP pôde acompanhar de muito perto o movimento dos capitães, depois MFA (Movimento das Forças Armadas), desde o início e na sua evolução".
Leonel (pseudónimo), quando combatera em Moçambique, desviou material, guardando-o numa mala que levou consigo para Portugal. Correu este risco sozinho, pois não recebera nenhuma indicação por parte do Partido, arriscando unicamente por crer que seria útil no combate contra o regime- Quando esta informação chegou ao PCP foi colocado em contacto com a organização das "ações especiais". Segundo Raimundo Narciso, "[a] guerra em África foi uma verdadeira escola de formação de luta armada contra o fascismo e a guerra colonial. Formação técnica mas principalmente política e psicológica. A guerra colonial fez amadurecer muitos jovens para a luta armada contra o marcelismo". Raimundo Narciso recebeu o material explosivo, e em 1966 Leonel foi cursar em formação política e em treino militar na União Soviética, ano em que corta os contactos com Raimundo. Apesar disto, Raimundo tem um último contacto com Leonel — quando a ARA sabota as telecomunicações de uma reunião da NATO em Lisboa, Leonel, surpreendentemente, é enviado pela empresa incumbente para reparar os estragos (causados pelos próprios explosivos).
Mayer (pseudónimo), caseiro de uma família com ligações ao Estado Novo, era o fornecedor de produtos químicos da organização, que eram necessários na fabricação de explosivos. Isto incluía produtos químicos de venda controlada, como o ácido sulfúrico concentrado.

### Tentativa de ataque
Passados cinco meses, através do recrutamento de Rogério de Carvalho e Raimundo Narciso, assim como do Partido Comunista Português, as "ações especiais" já tinha quadros preparados para começar a sua atuação, assim como instalações para guardar o equipamento, nomeadamente uma vivenda com função de paiol em Mafra, uma garagem alugada, e três arrecadações em Lisboa. Também possuía armas e explosivos de alta potência, provenientes de militares com ligações ao Partido Comunista Português, e uma série de possíveis alvos.
O primeiro alvo eram as instalações da NATO, perto de Rio de Mouro, com o objetivo de causar um impacto inocultável e que forçasse o regime a admitir haver oposição, tanto a si, tanto à guerra colonial. Antunes (pseudónimo), operário metalúrgico de uma fábrica de material bélico, era o incumbente por colocá-la junto às instalações da NATO. Narciso esperava a algumas centenas de metros num carro de fuga, no entanto, Antunes não regressa e fica desaparecido, deixando de haver conhecimento sobre si e a bomba, o que levou ao fracasso desta primeira ação.

### Prisões de 1965
A outubro de 1965, ocorreu uma vaga de prisões por parte da Polícia Internacional e de Defesa do Estado (PIDE) que causou sobressalto nos operacionais, sendo detidos vários militantes do PCP, alguns oficiais milicianos e dois funcionários do comando dirigente da ARA, Rogério de Carvalho e Álvaro Veiga de Oliveira. Nesta vaga de repressão, foram confiscadas a garagem, as duas arrecadações e algumas armas. Apesar disto, continuou sob a posse da ARA a vivenda em Mafra e o material aí guardado, porque só Rogério tinha conhecimento desta, e Narciso tinha a certeza que não falaria com a polícia.
Após a vaga repressiva, tomaram-se várias medidas para salvaguardar a organização e os seus operacionais — cuja única ligação ao PCP era feita através de Rogério, agora preso. Segundo Raimundo Narciso, as tentativas de voltar a contactar o Partido em Lisboa foram feitas "com o máximo de cuidado para não abordar ninguém que estivesse a ser vigiado pela PIDE e, por outro lado, tivesse suficiente confiança em nós para não tomar a minha estranha diligência por alguma cilada da polícia política". No entanto, recontactar a direção aparentava ser impossível, levando à suspensão das "ações especiais" até que a ligação à direção se realizasse, ficando assim isolada e com poucos operacionais. Os novos recrutamentos permitiram manter a atividade e cobrir as despesas. Em agosto de 1966 é restabelecida a ligação com a direção do PCP, que acreditava que Narciso havia abandonado a clandestinidade e a luta, feita através de Ângelo Veloso, que passa a ser o intermediário entre o PCP e as "ações especiais".
Devido ao enfraquecimento do aparelho partidário após a vaga repressiva, particularmente em Lisboa, Rogério é informado por Ângelo Veloso que o Partido havia decidido mandá-lo para a União Soviética para fazer um curso de formação política, e que as "ações especiais" teriam de ser, entretanto, suspensas, devido ao desconhecimento da direção sobre quanto conhecimento a Polícia Internacional e de Defesa do Estado (PIDE) tinha sobre elas. Também foi enviado um grupo de militantes para Cuba para fazerem um curso militar, com o objetivo de serem posteriormente integrados nas "ações especiais".

### Contacto com o foquismo
O grupo de quatro militantes que haviam sido enviados para Cuba rompem com o PCP e decidiram criar o grupo de guerrilha FAL (Forças Armadas de Libertação), que durou até 1969, quando um dos comandos foi preso. Anteriormente, após acabarem o curso, reuniram-se em Praga com Álvaro Cunhal e Manuel Rodrigues da Silva, ambos membros do Secretariado, e Carlos Brito. De acordo com Carlos Brito, "foi uma reunião difícil. Os camaradas vinham noutra onda. Conquistados pela linha cubana, não queriam nada "ações especiais" complementares da luta política de massas e principalmente dirigidas contra o aparelho da guerra colonial". Nesta reunião, Álvaro Cunhal aceita discutir com o grupo a estratégia do "foco guerrilheiro" (foquismo), onde procurou "demonstrar-lhes ser impossível adaptar esta teoria à realidade portuguesa e que a linha definida pelo partido era a mais viável". Após a reunião, apesar de estes afirmarem estarem disponíveis para seguir o Partido, Cunhal acredita ser um "gravíssimo risco abrir uma frente de trabalho tão melindrosa com camaradas que têm convicções tão arreigadas contrárias à linha do Partido", e crê que o grupo continuará a procurar aplicar o foquismo em Portugal. Na reunião do Secretariado sobre o grupo, Cunhal defende que os futuros operacionais da Ação Revolucionária Armada deveriam passar a fazer o seu treino militar na União Soviética. Apesar dos esforços da direção em chegar a um acordo, o grupo concorda apenas em sair do PCP discretamente.

### Restruturação das "ações especiais"
Quando Narciso regressa de Moscovo em junho de 1967 depara-se com uma organização desorganizada, fraca, e desarticulada. Ele e Ângelo Veloso tiveram a incumbência de reestruturar as "ações especiais". Os dois dirigentes alugaram duas arrecadações em Lisboa, uma garagem na Amadora e uma vivenda perto de Sintra para armazenar material bélico, entre outros, e a sua localização era apenas do conhecimento dos dois. Em 1968 compraram uma quinta a nordeste de Torres Vedras para servir de paiol central, e continuaria assim até à revolução de 25 de abril de 1974. Para salvaguardar o local da polícia, foram indicados um casal de funcionários clandestinos do PCP, que, rotulando-se caseiros de um proprietário que só ia lá poucas vezes, conseguiram baixar quaisquer suspeitas. Foi enviado um grupo de militantes para Moscovo, de modo a receber treino militar e serem ulteriormente integrados nas "ações especiais". Estiveram três militantes do PCP neste curso. Faziam parte deste grupo Francisco Miguel Duarte, outro indivíduo sob o pseudónimo de Almendra, e um terceiro cuja única informação que se sabe é que, segundo Almendra, era operário. Naquela altura, Almendra era um estudante membro do Comité Central do PCP exilado em Paris. Neste curso, aprenderam ações de sabotagem de navios, manejo de armas, fabrico e utilização de bombas, granadas e coquetéis molotov e estratégia militar, entre outros. Segundo Almendra, era necessária uma grande preparação e capacidade física e psicológica.
Concomitantemente, a reorganização continuava em Portugal, e a linha do PCP era para os seus militantes cumprirem o serviço militar obrigatório, aumentando assim o trabalho político dentro das Forças Armadas, tanto nos quartéis, tanto nas colónias. Com o abastecimento de material crescente, a reclamação mais candente de Narciso e Ângelo Veloso era a falta de operacionais com capacidades para as ações armadas. Quando Francisco Miguel regressa, passa a ser o elo entre as "ações especiais" e o Comité Central do PCP, substituindo assim Ângelo Veloso.

### Constituição da ARA
Em 1968 chegaram a Portugal os que posteriormente entrariam na Ação Revolucionária Armada (ARA) Francisco Miguel e Almendra, cujo pseudónimo e o facto de ter chegado casado com uma francesa são as únicas informações conhecidas a seu respeito. De 1968 a 1970, as "ações especiais" reuniram aproximadamente 42 operativos, estando relativamente estáveis, aptas para executar as ações já planeadas e com o paiol seguro. Neste período, a sua atividade foi de logística e reconhecimento. Em julho de 1970, o membro do Comité Central do PCP Jaime Serra é indicado para dirigir a ARA, e Joaquim Gomes passa a ser o elo entre o Partido e a ARA. Era incumbência do Comando Central escolher os alvos, preparar e executar missões, e supervisionar os operacionais da organização. Assim, tendo a ARA uma estrutura autónoma do PCP, respondia diretamente à Comissão Executiva, de onde recebia o seu financiamento, material e operacionais. Era uma organização semiautónoma. Havia uma dificuldade em recrutar operacionais visto que o Partido mantinha o organismo como "ultraclandestino", tendo só alguns dirigentes conhecimento da sua existência. Raimundo diz que, sobre a recrutação de quadros e operacionais:
"Não podiam meter nisto quadros recentes ou pessoas que não dessem garantias. Esses quadros, em geral, não vinham e o partido tinha a tendência de enviar quadros que não queriam noutros organismos. Geralmente, não enviavam os bons quadros que eram necessários noutros organismos. Eram enviados elementos que tinham propensões para as ações especiais e que para serem enquadrados e não provocarem problemas noutros organismos eram enviados para aqui. As pessoas que vinham para a ARA tinham de estar de acordo com as ações armadas"
Também havia recrutamento de pessoas próximas dos dirigentes através da confiança. Dentro da organização, havia compartimentação das células, sendo que cada célula não tinha conhecimento da outra, nem mesmo entre os dirigentes. Segundo Ana Ferreira, na sua tese de doutoramento em História Contemporânea, "[a]ssim, podemos dizer que a ARA era uma organização altamente disciplinada, estando os seus membros perfeitamente conscientes dos riscos que corriam ao estarem inseridos na organização e ao participarem na realização de ações armadas". A ARA seguia as instruções do Partido, não obstante, a direção também tomava decisões independentes em relação a ações armadas, a repressão política intensa, e as divergências dentro do PCP sobre o uso da luta armada.
Quando a luta armada foi mais uma vez discutida em maio de 1970 pelo Comité Central do PCP, determina-se o começo das ações armadas e são indicados para dirigentes, Jaime Serra, Raimundo Narciso, e Francisco Miguel. Na conjuntura nacional desenrolava-se a radicalização da sociedade, maioritariamente nos jovens e estudantes, com a constituição de vários grupos que proclamavam a luta armada, como a Liga de Unidade e Ação Revolucionária, a Frente Portuguesa de Libertação Nacional, a Junta Revolucionária Portuguesa e as Brigadas Revolucionárias. A luta armada só começa em 1970 devido às preparações rigorosas dos seus operacionais, a intensa repressão política e divergências sobre o uso da violência.

## Operações

### Ataque aoCunene
A primeira ação armada começou o seu planeamento e reconhecimento a agosto de 1970, e, passando um mês, definiu-se o alvo e terminou-se a formulação do plano, mas devido à clandestinidade Gabriel Pedro não pôde chegar a Portugal a tempo. Em outubro, chegam a Portugal o paquete Vera Cruz e o "mais moderno cargueiro das linhas de África", o Cunene. Gabriel Pedro navegaria com Carlos Coutinho até ao paquete Vera Cruz, sendo este último incumbente de instalar as cargas explosivas no barco. Após formularem o plano inicial, estudando principalmente a doca de Algés e arredores, os percursos e as horas dos encontros (obedecendo estritamente à compartimentação, não se cruzando uns com os outros). Gabriel Pedro, após estudar melhor o plano, entregou uma alteração, levando à reformulação total dos procedimentos. Gabriel Pedro tinha o papel mais fulcral da operação inteira — apossar-se de um barco a remos e remar com Carlos Coutinho até ao paquete Vera Cruz. Gabriel Pedro tinha 72 anos, sendo um conhecido "velho militante comunista", e passou vários anos encarcerado no campo de concentração do Tarrafal. Participaram na operação Raimundo Narciso, Francisco Miguel, Carlos Coutinho, Gabriel Pedro, António João Eusébio, Manuel Policarpo Guerreiro, e Victor d' Almeida d'Eça. Pouco antes da operação começar, foram movidas para um local de confiança em Alcântara as cargas explosivas que Raimundo Narciso e Francisco Miguel montaram no laboratório da ARA em Arruda dos Vinhos, com os relógios sincronizados para as 5 da manhã.
"O Secretário-Geral teve nessa reunião um grande aliado, o lendário Gabriel Pedro, muito querido da organização, que já sabia então que viria a Portugal participar num atentado da ARA e por isso pôde assegurar com toda a convicção que o Partido não rejeitava e até se preparava para a realização de ações armadas. Gabriel Pedro já estava então muito debilitado. Durante os três dias que durou a Assembleia tinha que sair de vez em quando para descansar. Quando estava ausente, Cunhal aproveitava os intervalos para o visitar. Num deles convidou-me para o acompanhar. Eu conhecia mal o Gabriel Pedro e ao vê-lo prostrado fiquei estarrecido. Sabia, em razão das minhas responsabilidades no interior, que era ele quem ia entrar no país para participarem determinada tarefa de grande risco. Por isso perguntei: 'Mas achas, Álvaro, que ele está em condições físicas para ir ao interior participar na tal tarefa?' Respondeu-me: 'E como negar-lhe essa última vontade a coroar toda uma vida de revolucionário? Trata-se de uma tarefa a realizar no Tejo e ele diz que ninguém conhece o Tejo como ele. É a perspetiva dessa tarefa que lhe dá vida'"— Carlos Brito sobre Gabriel Pedro, 2010.
Início da operação
A 26 de outubro de 1970, às 21:45, deu-se início à operação. Após vários encontros entre os operacionais, Carlos Coutinho e Gabriel Pedro saíram a remo da doca do Poço do Bispo, em Marvila. Disfarçados de pescadores, haviam baixos riscos de serem detetados. Conseguem chegar até ao paquete Vera Cruz sem danos, apesar de quase terem colidido com um cargueiro, que Gabriel Pedro conseguiu contornar. No entanto, quando alcançaram o paquete, depararam-se com uma inesperada aproximação da patrulha da polícia marítima, o que impossibilitava o avanço de Gabriel Pedro sem ser detetado. Como os relógios das bombas estavam sincronizados para as 5 da manhã, tiveram de decidir rapidamente, e escolheram plantá-las no Cunene. Com dificuldades em colocar as bombas no local, sendo que estas teriam de ser colocadas num local debaixo de água e limpo, Carlos Coutinho teve de utilizar uma escova de aço para os ímanes funcionarem. Carlos Coutinho esteve em risco de escorregar e cair ao rio, mas após persistir, a colocação das bombas debaixo de água é bem-sucedida. Após a missão, Gabriel Pedro emigra para Paris, onde faleceu dois anos depois, em fevereiro de 1972.
Rescaldo
No dia seguinte, foram publicados nos jornais notícias sobre uma explosão no Cunene. O jornal O Século incluiu uma fotografia do navio com um rombo. O jornal Diário de Notícias apresentou uma entrevista com vários indivíduos, tendo o comandante declarado que "o rombo teria sido motivado por um encanamento de gasóleo ou gases no porão".
No mesmo dia, há uma reunião do Comando Central da ARA. Jaime Serra apresentou o comunicado formulado nesta para a Reuters, France Press e United Press. Havendo a necessidade de criar um nome para reivindicar a ação, foi escolhido o nome Ação Revolucionária Armada, por sugestão de Raimundo Narciso.
"Em virtude desta acção ficou alagado e imobilizado na doca de Alcântara, em Lisboa, com um grande rombo, o navio CUNENE [maiúsculas no original], de 16 000 toneladas que é utilizado para alimentar a guerra colonial. O Comando Central da ACÇÃO REVOLUCIONÁRIA ARMADA [maiúsculas no original] declara que ao atacarmos a máquina de guerra que alimenta a guerra colonial não estamos contra os soldados, os sargentos e oficiais honrados, forçados a fazer uma guerra que odeiam. Estamos, sim, contra a continuação desta criminosa guerra de opressão colonial que se tornou um flagelo para os povos de Angola, Guiné e Moçambique e num cancro que corróis a nação, que queima vida se bens do povo português para servir os interesses de um punhado de monopolistas sem pátria. Estamos solidários com a justa luta libertadora dos povos coloniais"— Comunicado da ARA, 26 de outubro de 1970.
No mesmo comunicado, era sublinhada de novo a linha defendida pelo Partido Comunista Português, e que esta ação se inseria dentro da luta de massas.

### A "Tripla Ação"
Preparação
Nas reuniões posteriores à ação do Cunene formularam-se novos alvos, sendo um deles a sede da PIDE/DGS. No entanto, esta ideia foi descartada, visto que o local era de muito complicado acesso e seria impossível colocar uma bomba que não causasse vítimas, por isso, propôs-se como alvo a Escola Técnica da PIDE, perto da Estrada de Benfica. Esta ação, capaz de atingir o regime e os seus aparelhos repressivos, passou a ser formulada junto de vários outros alvos. Para atingir o imperialismo, simbolizado pelos Estados Unidos da América como imperialismo americano, escolheu-se como alvo o Centro Cultural dos Estados Unidos, na Avenida Duque de Loulé. Por último, foi escolhido um alvo militar, escolhendo um navio que estava prestes a sair de Portugal com equipamento bélico — o Niassa. Na reunião foram constituídos os grupos e a forma como, e com o que atuar.
As três ações tinham um valor simbólico, cada uma representando as frentes de combate político: a luta contra a repressão, contra a guerra colonial, e contra o imperialismo.
Escola Técnica da PIDE
Superficialmente, a ação com a bomba na Escola Técnica da PIDE/DGS seria a mais fácil de realizar. O engenho explosivo seria colocada na rua, perto da Escola Técnica, sendo pouco movimentada durante a noite e imprevisível que algum transeunte passasse exatamente no momento da explosão, ou que este mexesse na caixa que alojava o engenho. Para reduzir o risco, a bomba foi plantada no local somente às 3:40 da manhã, vinte minutos antes da explosão. No entanto, tornou-se fatídico para um jovem de 15 anos que regressara do trabalho. Não é possível saber se tentou mexer e abrir a caixa que alojava a bomba ou se lá passou quando explodiu. Foi a única ação da ARA que teve um desfecho fatídico.
A imprensa noticiou a fatalidade juntamente com as explosões, e a PIDE/DGS formulou esta ser um operacional da ARA. A ARA considerou a fatalidade uma vítima da repressão e do fascismo, e avaliou como um erro a colocação do engenho explosivo no exterior do edifício, nunca voltando a executar ações com alvos próximos da via pública.
Cais da Fundição
O navio Niassa foi escolhido como um bom alvo, já que este, parado no Cais da Fundição, em Lisboa, estava pronto para levar material bélico para a guerra colonial. O Comité Central da ARA teve conhecimento sobre o Niassa devido a António Pedro Ferreira, um militante do PCP que trabalhava na Direção de Serviço de Transportes do Exército. A operação implicaria enviar uma encomenda armadilhada para um soldado, que seria guardada no porão do navio. Foi colocada um grande engenho explosivo acompanhado por uma carga incendiária e dois relógios emparelhados, caso um falhasse, para detonar 18 horas após o envio. A caixa foi fortalecida por cintas de aço como era habitual quando eram enviados objetos para os soldados, para diminuir as hipóteses de alguém a abrir.
A bomba não explodiu no Niassa, mas no armazém do Cais, devido a burocracia inesperada que atrasou o envio por um dia. A bomba detonou às seis da manhã, acordando os habitantes da zona.
Centro Cultural dos Estados Unidos da América
O plano para a ação no Centro Cultural Americano era a colocação do engenho explosivo dentro do edifício, com o relógio sincronizado para a madrugada. A bomba entraria no edifício dentro de um livro de lombada grossa para passar despercebida. A incumbência de executar esta missão era de Romeu (pseudónimo), um furriel miliciano que cumpria o serviço militar obrigatório nos Comandos.
A missão começa a ser executada semanas antes, com a visita de Romeu ao Centro Cultural. Aqui, após examinar e analisar o que necessitava, comprou um livro em inglês num alfarrabista muito parecido aos que havia observado. Após ser aberto e enchido de meio quilo de plástico explosivo pelos operacionais da ARA, o livro foi colocado na caixa de uma camisa para imitar um presente. No dia da operação, às 18:30, Romeu entra no Centro Cultural com a caixa de camisa e pergunta se podia ir ver os livros. Após esperar que os visitantes saíssem, foi até à prateleira que havia examinado semanas antes, e substituiu um dos livros pelo livro-bomba, colocando o livro do Centro na caixa de camisa e saindo às sete horas da tarde. O engenho explodiu às 4:30 da manhã. Os dois guardas da PSP que guardavam o local, assim como outros dois indivíduos, ficaram feridos sem gravidade devido aos vidros da montra.
A PIDE/DGS nunca descobriu como a operação sucedera, concluindo os operacionais haverem entrado pelas traseiras.
Rescaldo das três ações
A 20 de novembro de 1970, detonaram as três bombas. A imprensa deu ênfase ao que havia acontecido, com a entrevista ao chefe da PIDE/DGS. A PIDE/DGS ainda não sabia que a ARA estava ligada ao PCP, e julgava ser um grupo maoista.

### Operação "Águia Real"
Preparação

Fotografia do hangar e de uma aeronave destruídos após a operação

Na madrugada de 8 de março de 1971, desenrolou-se uma das maiores ações da ARA — a sabotagem na base aérea de Tancos — que resultou na destruição de dezenas de aviões e helicópteros militares. Em agosto de 1970, Raimundo Narciso entrou em contacto com Ângelo de Sousa, um jovem cabo miliciano da Força Aérea, através de Jaime Serra. Ângelo de Sousa estava a cumprir o serviço militar obrigatório ingressado num curso de piloto Base Aérea n.º 3. Após este contacto, começou-se a cogitar sobre uma possível ação na base. Quinze dias depois, Ângelo encontra-se com Raimundo para propor uma ação de sabotagem — a explosão de vários aviões militares, com um engenho explosivo introduzido de madrugada por um comando da ARA.
Ângelo de Sousa pediu as chaves a um cabo que as emprestava para o reabastecimento de gasolina, até mesmo a sargentos e oficiais, e emprestou-as a Jaime Serra para produzir uma cópia. No entanto, o esquema foi descoberto e um inquérito foi aberto, atrasando o procedimento das operações — o inquérito acabou por ser arquivado, e o abastecimento ilícito continuou, o que permitiu continuar o plano. A entrada no hangar seria feito por operacionais da ARA disfarçados de militares, que seriam introduzidos por Ângelo de Sousa ao guarda como militares da Base Aérea da Ota. Após entrarem no complexo, colocariam em cada aeronave bombas com cargas incendiárias e circuitos elétricos, detonando concomitantemente. Os comandos da ação que seriam transportados através de um carro alugado para a base eram Ângelo de Sousa, Carlos Coutinho e António João Eusébio, com Raimundo Narciso a ficar incumbente da coordenação. Após a operação, Ângelo de Sousa ficaria num apartamento seguro até o Partido conseguir levá-lo para o estrangeiro. Foi feita uma simulação técnica completa, esta muito complexa segundo Raimundo Narciso, na quinta em Arruda dos Vinhos.
Ação
Na madrugada de 7 de março de 1971, os comandos que participariam na ação juntaram-se no apartamento clandestino da ARA na Avenida dos Estados Unidos da América e verificaram se estava tudo certo com o sistema elétrico. Quando chegaram a Tancos com os veículos, entraram facilmente, "sem revistas ou formalidades, tal como previsto". Após usarem a chave para entrarem no hangar, e confirmar os dados que haviam adquirido anteriormente, montaram o sistema elétrico e explosivo. Caso houvesse qualquer erro com os relógios, agora no último procedimento — ligar as cargas às pilhas — estes desencadeariam uma explosão e seria fatal. Após ultrapassar a parte mais perigosa da operação, Carlos Coutinho sai deixando uma armadilha junto da porta, que, caso alguém a tentasse abrir, desencadearia todo o aparato explosivo. Os três conseguem sair da base sem quaisquer suspeitas.
Rescaldo

Fotografia do hangar n.º 3 de Tancos após a operação

Às 3:45 da manhã a explosão é desencadeada. A explosão resultou num grande incêndio, destruindo irrecuperavelmente cinco helicópteros, oito aviões, assim como danificou com diferentes tipos de gravidade mais quinze aeronaves, danificando fortemente o hangar. A Secretaria de Estado da Aeronáutica recebe um relatório secreto descrevendo o sistema que causou as explosões e os seus danos. A ARA entrega um comunicado à imprensa reivindicando o sucedido, dando ênfase na sua complexidade e no seu êxito, assim como a coragem dos seus operacionais, sublinhando também que "para o seu êxito contribuiu decisivamente o sentimento anticolonialista cada vez mais predominante entre os soldados portugueses, filhos do povo fardados" terminando com a exortação "[a]baixo a guerra colonial! Viva a insurreição popular armada!".
As fotografias de Ângelo de Sousa são amplamente publicadas na imprensa, acompanhadas com uma nota que incluía várias acusações. Apenas após esta ação é que a PIDE/DGS começou a ligar a ARA ao PCP, já que, tal fora o seu tamanho e complexidade, só podia ter por detrás uma organização bem estruturada com um aparelho logístico e técnico eficiente e capacitado. Do ponto de vista da polícia, "só o PCP é que disporia de estruturas, operacionais e implantação para conduzir com êxito uma operação tão complexa como esta".
O Comité Central do PCP aclamou a formação da ARA como "um importante acontecimento político na vida política nacional", sublinhando a "justeza política" da sua luta contra a guerra colonial, o fascismo, e o imperialismo, avaliando que estes originaram "uma onda de entusiasmo e de[ram] maior confiança à luta popular no caminho da insurreição armada".
"A defesa da vossa organização; a justa avaliação da conjuntura política e do efeito de cada ação a empreender; o esforço para se ser eficiente, tendo sempre em conta a força real de que se dispõe e a força e dispositivos do inimigo; a iniciativa e audácia, que se não confundam de forma alguma com impaciência e precipitação; o esforço para tirar o máximo partido da surpresa e para melhor colher o inimigo onde ele possa estar desprevenido; um cuidadoso trabalho para atingir os objetivos sem deixar rasto, nem pistas – tais nos parecem ser algumas das normas essenciais para a continuidade e o progresso da vossa ação"— Saudação pessoal do Secretário-Geral do Partido Comunista Português, Álvaro Cunhal.
Álvaro Cunhal também sublinhava que o movimento revolucionário em Portugal tinha pouca experiência neste tipo de luta, e que cada ação feita deve ser estudada para aprimorar as futuras.

### Ação contra a reunião da NATO
A 3 de junho de 1971, reuniram-se em Lisboa vários ministros de países pertencentes à NATO assim como centenas de jornalistas internacionais que procuravam noticiar os eventos da reunião, muitos anos após a última, sendo o encontro anunciado faustosamente por Marcello Caetano. A ação da ARA nesta reunião tinha o objetivo de chamar a atenção da comunicação social internacional para a guerra colonial e a luta da oposição em Portugal. O irmão de Jaime Serra, Alberto Serra, era um técnico na central de telefones e telecomunicações em Lisboa. Conhecia todo o sistema de comunicações, fios e cabos subterrâneos, que eram o ponto crucial nas comunicações entre Portugal e o estrangeiro. O coordenado por Raimundo Narciso, o comando foi constituído por Carlos Coutinho, António Eusébio, e Alberto Serra.
Nesse dia, entraram na Central de Telecomunicações três operacionais disfarçados de operários da empresa com duas cargas explosivas, com os relógios programados para explodir às 3:30 da manhã. A grande explosão estremeceu e isolou Lisboa do exterior, com um corte total de comunicações por seis horas. A sabotagem da central de telecomunicações nacionais e internacionais, em Lisboa, durante a conferência ministerial da NATO causou "grande embaraço" ao regime, sendo esta noticiada mundialmente, como no jornal francês Le Figaro, o inglês The Guardian, e na rádio da BBC e da Alemanha Ocidental. Além disto, no mesmo dia, a ARA também pretendia cortar a rede elétrica em Lisboa, impossibilitando a transmissão do discurso de Marcello Caetano. Foram constituídas três células diferentes: uma com Raimundo Narciso e Ramiro Morgado, que agiriam em Sacavém; outro com Carlos Coutinho e António Eusébio, que agiriam junto com a célula anterior; e o último com Francisco Miguel, Manuel dos Santos Guerreiro e Manuel Policarpo Guerreiro, que agiriam em Belas. A operação não se desenvolveu da forma que esperavam, sendo as cargas explosivas usadas insuficientes. Ainda assim, houve a destruição da função de alguns postes que foi o suficiente para derrubar a eletricidade em certas regiões de Lisboa, principalmente o Palácio da Ajuda, onde se desenrolava a reunião da NATO.
No comunicado divulgado, a ARA afirma que estas operações foram uma manifestação de protesto contra a reunião do Conselho Ministerial da NATO, que, "além de uma manifestação belicista e imperialista", tinha também o "apoio moral e político ao governo fascista e colonialista", sendo assim vista como uma provocação ao povo português, "privado há longos anos das mais elementares liberdades democráticas" supostamente defendidas pela NATO. É também afirmado que as operações levaram "a maior confusão e desorientação nos meios afetos à reunião da NATO, assim como entre as autoridades fascistas", dando ênfase que "[t]odos os serviços da reunião foram seriamente afetados".

### Assalto ao paiol da pedreira
A 2 de outubro de 1971, uma pedreira em Loures é assaltada, com o desvio de material explosivo como alvo. Foi a única ação do tipo feita pela ARA, devido à pequena quantidade de explosivos que tinha na sua posse, devido ao aumento da segurança nos quartéis (dos quais material era desviado) devido ao aumento dos ataques contra o regime naquele ano. Após se tornar conhecimento do Comando Central que havia uma quantidade de material explosivo abundante num paiol localizado numa pedreira de Loures, começou-se a fazer missões de reconhecimento com Francisco Miguel, Raimundo Narciso, junto com a mulher e a filha, António Pedro Ferreira e Ramiro Morgado.
Nessa noite, o comando saiu de Lisboa em direcção ao paiol. Num carro ia Manuel dos Santos Guerreiro e Raimundo Narciso. À sua frente, com avanço de um quarto de hora, tinha seguido Manuel Policarpo Guerreiro e Amado Ventura da Silva, na motoreta deste último. Por fim, Jorge Trigo de Sousa deslocara-se sozinho de automóvel, ficando num local suficientemente afastado da pedreira para não ser visto nem ver os outros operacionais. A sua função era proceder à vigilância armada num dos extremos da pedreira, controlando a casa do guarda e o caminho de acesso à área de operações, de modo a impedir qualquer intervenção do guarda ou de qualquer outra pessoa.  Após atravessarem o arame farpado e fazerem tombar a porta do paiol, foi possível roubar 498 kg de dinamite e vastos detonadores e cordão incendiário, abandonando o local às 4 da manhã.
Esta ação permaneceu desconhecida pela polícia até 1973.

### Ataque ao Comiberlant
Estava prevista a inauguração de novas instalações do Quartel-General da NATO em Oeiras a 29 de outubro de 1971. O Comando da NATO para a região Ibero-atlântica (Comiberlant) tinha como função ser um sistema de comunicações para todos os outros quartéis. Estas instalações eram tidas pela ARA como um ato de provocação e uma prova sobre a colaboração dos países pertencentes à NATO com a ditadura portuguesa e a guerra colonial, e, assim sendo, um ataque a este quartel teria um simbolismo fortíssimo. Para transportar os explosivos para dentro, era preciso passar junto à Casa do Guarda, sendo o reconhecimento do local feito por Raimundo Narciso e Victor Eça. Foram escolhidos para executar a operação Manuel dos Santos Guerreiro e Manuel Policarpo Guerreiro. Seria executada durante a madrugada, quando houvesse a hipótese dos guardas terem adormecido. Um dos comandos da ARA vivia perto do alvo e conhecia vários dos seus empregados, tendo muito conhecimento sobre o interior do edifício, o que contribuiu para o sucesso da operação segundo Jaime Serra. A escolha dos operacionais foi objeto de debate intenso entre Raimundo Narciso e Francisco Miguel, já que Carlos Coutinho, Ângelo de Sousa, Eusébio e Jaime Serra, uns dos seus operacionais com mais experiência, estavam em Moscovo a cursar preparação técnico-militar.
Durante a noite, Raimundo Narciso é transportado por Jorge Trigo de Sousa até à arrecadação em Campo de Ourique. Após pegar a bomba, escondida numa caixa de madeira e enfeitada como se fosse uma prenda de aniversário, partiram para Oeiras, onde se encontrava Manuel Guerreiro. Manuel Policarpo Guerreiro recebeu a bomba cuja incumbência de a colocar no edifício era sua. Raimundo Narciso, Manuel Policarpo Guerreiro e Manuel Guerreiro entraram abrindo o portão, e rumaram primeiro até à casa do guarda, onde ficou escondido Narciso, e depois até ao edifício principal, onde deixaram a bomba. Às duas da manhã, a bomba explodiu, causando uma gigante destruição no Quartel do Comiberlant, com a queda de parte da fachada e da parede, janelas, portas, quase todo o mobiliário e os aparelhos eletrónicos.
De acordo com Raimundo Narciso, a censura bloqueou qualquer notícia sobre o sucedido nos jornais. Como a ação acontecera apenas dois dias antes da comemoração, houve um esforço para reparar a fachada do edifício de modo a ocultar os danos da explosão, mas era um feito impossível, portanto, mudou-se o local da cerimónia de inauguração para a rua, num palanque improvisado, que se revelou ser um fiasco. Enquanto nos jornais portugueses censuraram quaisquer notícias sobre a ação, chegou aos jornais internacionais o que se havia sucedido. A PIDE começou uma investigação, interrogando os trabalhadores, e, tanto militares da Marinha Portuguesa, como militares estadunidenses. Esta investigação continuou por meses, tendo esta ação "constituído uma nova e maior humilhação para o governo de Marcello Caetano que planeara um ato público solene com a presença dos principais generais da NATO, do seu secretário-geral Josef Luns e do Comandante Supremo Europeu Aliado do Atlântico, o almirante Charles Duncan, de modo a demonstrar que o governo português não estava isolado", e que era defendido pela "comunidade internacional". No comunicado divulgado, a ARA declarou não terem havido vítimas, e que, ao contrário do que o governo difundia, não houvera nenhuma captura.

### Ataque aoMuxima
A 12 de janeiro de 1972, a ARA realiza uma ação de destruição de material de guerra sofisticado e novo, vindo de França, que seguia para a guerra colonial no navio Muxima. Obtiveram informação sobre a logística do navio através de um ex-oficial milicano, comandante da marinha mercante. António Pedro Ferreira e Raimundo Narciso formularam um plano, cujo objetivo seria colocar uma mala com explosivos no porão, entregue por um despachante oficial da alfândega. António Pedro Ferreira, com a sua experiência sobre a Direção do Serviço de Transportes, seria capaz de controlar o rumo da bagagem sem estar diretamente envolvido. Na reunião do Comité Central (Raimundo Narciso e Francisco Miguel), foram escolhidos três operacionais: Manuel Guerreiro, Manuel Policarpo Guerreiro e Ramiro Morgado.
Manuel dos Santos Guerreiro teve a responsabilidade de ir comprar um bilhete de ida para Luanda para comprovar na alfândega que o dono da bagagem ia viajar para uma das colónias. Uma semana depois, Manuel Guerreiro foi ao escritório do despachante oficial devido ao envio da mala para Luanda. A mala, levada para o cais numa camioneta alugada por Manuel Guerreiro, tinha lá dentro loiça, livros velhos, e, dentro de uma caixa de madeira, os explosivos. A bomba detona na madrugada de 12 de janeiro de 1972, causando uma destruição enorme no cais e nos armazéns.
A PIDE começa rapidamente as investigações, e interrogou quaisquer pessoas que possam ter tido ligação com a mala. Manuel Guerreiro, na reserva do voo e despacho da mala forneceu um nome falso. Vários António Pires foram presos e interrogados devido ao seu nome. No comunicado da ARA, foi declarada a destruição de abundante material bélico pronto para a guerra colonial, e que continuaria a atividade revolucionária, de solidariedade com a luta dos povos das colónias.
"Duas violentas explosões, quase seguidas abalaram os prédios da Avenida 24 de julho. Os estampidos dos rebentamentos foram ouvidos em diversos pontos da cidade, alguns bastante afastados do sinistro. [...] Portões de chapa de ferro e portas de lagarto daquele sector do armazém voaram, contorcidos, pelo cais, enquanto a escada que dava acesso ao escritório no piso de cima, ficou completamente obstruída pelos destroços das paredes de tijolo e de cimento armado. A placa de betão do teto do armazém sofreu igualmente grande rombo, não obstante ser de apreciável espessura. [...] Mas, foi na verdade no armazém que os estragos mais se fizeram sentir, dado que a sua estrutura de betão armado conseguiu resistir, de certo modo, à violência das cargas de plástico colocadas ali, não se sabe bem onde nem como"— Jornal O Século, Duas violentas explosões abalaram os prédios da Avenida 24 de Julho.

### Ação fracassada na Figueira da Foz
A ARA obteve conhecimento sobre a construção nos estaleiros da Figueira da Foz de navios de patrulha reservados para a guerra da Guiné, assim como o seu funcionamento, logística e outras informações relevantes, através de um membro da organização local do Partido Comunista Português. Raimundo Narciso fez o reconhecimento do local, ganhando conhecimento sobre os navios, acessos e segurança, indo de férias para a praia da Figueira da Foz com a mulher. O objetivo, análogo ao do Cunene, era colocar um explosivo no casco de um navio, no entanto, desta vez teria de se chegar ao navio nadando.
A 25 de julho de 1972, Raimundo Narciso espera com Carlos Coutinho pelo operacional que ia executar a ação. No entanto, o operacional não apareceu nem naquele local, nem nos locais de recurso marcados anteriormente. Quando regressaram a Lisboa, encontraram-no, e, apesar de já se ter encontrado com Raimundo no mesmo sítio, desculpa-se dizendo que confundiu o local e a hora, e que está pronto para avançar com a operação. Quando regressa, afirma que a execução fora bem sucedida e que a bomba estava colocada e programada. Raimundo Narciso diz que ficou "com uma má impressão sobre a ação, que pressentia que alguma coisa tinha corrido mal e que não acreditava nas desculpas que o operacional dera para faltar aos encontros, tendo-lhe parecido que este parecia ter ficado surpreendido quando os encontrou".
Não houve explosão, e a PIDE, num comunicado, afirma que foi encontrada e desativada uma bomba nos estaleiros. A ARA nunca conseguiu clarificar como decorreu a ação.

### Operação "Curto-Circuito"

Propaganda da Ação Revolucionária Armada — Rádio Portugal Livre, agosto de 1972

A 9 de agosto de 1972, a posse de Presidente da República ia ser, de novo, protagonizada por Américo Tomás. Com o grande apoio popular a Humberto Delgado nas eleições presidenciais de 1958, o regime passou a usar um colégio eleitoral para escolher quem ocupar tal posição. O plano da ARA para tal evento consistia no corte de energia no país inteiro com ações de sabotagem concomitantemente realizadas em Belas e Vialonga, em Lisboa, Ermesinde, no Porto, e em Coimbra. Além de ser uma grande ação, que precisou de mais operacionais, foram escolhidos os melhores da ARA, incluindo o Comando Central. Jaime Serra regressara da União Soviética, e esta foi a primeira ação da ARA desde o seu regresso. Em contraste com os outros dois membros do Comando Central, Jaime Serra e Francisco Miguel, Raimundo Narciso ainda não havia sido preso, portanto, não era conhecido como dirigente do PCP. Assim sendo, Raimundo Narciso era incumbente da execução e coordenação no terreno, ao contrário dos outros dois, que participavam apenas no processo de decisão e de planeamento e nas missões de reconhecimento. Não obstante, dado o tamanho da ação, teria a participação de todo o Comando Central. A ARA tinha como alvo vinte torres de aço das linhas de alta tensão da rede elétrica nacional em Lisboa, Coimbra, e no Porto. A ARA, quando era apenas "ações especiais", já havia feito o reconhecimento de grande parte destas torres, que foi mais uma vez repetido. Francisco Miguel e Raimundo Narciso executariam em Lisboa, ficando Francisco Miguel e o seu grupo incumbentes pelas duas torres em Belas, e Raimundo Narciso e o seu grupo responsáveis pelas 6 torres em Vialonga. Jaime Serra seria o responsável pela execução no Porto, e Ângelo de Sousa em Coimbra, com quatro torres.
No dia da ação, Raimundo Narciso foi o responsável por verificar se a ação estava a ser cumprida, tendo confiado a Carlos Coutinho o seu lugar. Na noite da ação, deslocou-se de Lisboa até Coimbra, e por fim, até ao Porto. Com o apoio do Partido Comunista Português, seja no transporte, seja na habitação — tendo os operacionais ficado nas casas de militantes durante vários dias — foi alugada uma casa para montar os explosivos e outra casa clandestina para funcionar como laboratório, arrecadação e local de dormida. Foram transportadas e usadas 80 cargas de material explosivo, muitos detonadores, relógios, e centenas de metros de fio elétrico. Após a escolha pormenorizada das torres, tanto para facilitar o seu derrube, como para não causar nenhum incidente, as bombas explodiram com sucesso, resultando na falta de eletricidade durante várias horas em vários locais do país.
Segundo Jaime Serra, a ação "teve grande repercussão política e ofuscou a tomada de posse do Presidente da República", e foi difundida com ênfase, sendo impossível de ignorar. Esta foi a última ação da ARA.

### Fim da ARA
A ARA foi suspensa em maio de 1973. As ações não eram realizadas desde agosto de 1972, e a decisão de suspender a ARA pelo Comando Central da ARA e o Secretariado do Comité Central do PCP teve como causa vários fatores. O Partido dava ênfase nas ações de massas, luta de trabalhadores, e na unidade da oposição contra o regime, com o contexto uma conciliação com a oposição, em principal com a Ação Socialista Portuguesa (ASP) e os católicos progressistas, o que desencorajava as ações armadas. Os contactos entre o PCP e a ASP, posteriormente Partido Socialista (PS), tornaram-se comuns desde o seu encontro na primavera de 1972, entre a delegação de Álvaro Cunhal e Carlos Brito e a delegação de Mário Soares e Ramos da Costa. Em outubro de 1973, o PCP assinou com o então fundado PS um comunicado comum de defesa "da constituição de um governo democrático provisório que promovesse eleições livres, o fim da guerra colonial e a independência das colónias, a conquista das liberdades democráticas e a luta contra o monopólio capitalista". A ARA afirma que "verificando que se desenvolve no país um amplo movimento político, cujos êxitos são importantes para o enfraquecimento da ditadura fascista e colonialista, determinou uma pausa temporária de certas ações, com vistas a facilitar que sejam aprofundadas ao máximo outras possibilidades da luta popular antifascista". Em simultâneo, houve a prisão em 1970 de seis importantes operacionais da ARA, o que debilitou a organização.
Apesar de a ARA ser uma organização separada do PCP, estes tinham várias ligações. Por exemplo, M, trabalhador no Porto de Lisboa que contactou Jaime Serra, tinha informações importantes que poderiam levar a uma ação de sabotagem da ARA. No entanto, quando preso, denunciou tudo o que sabia à polícia. O acontecimento que mais feriu a organização foi a traição do funcionário do PCP Augusto Lindolfo, que denunciou militantes e simpatizantes do Partido, e, através destas, a PIDE montou uma rede de contactos que levou à captura no começo de 1973 de Manuel Policarpo Guerreiro; Jesuína Maria Coelho Rodrigues Guerreiro; Carlos Alberto da Silva Coutinho; Amado de Jesus Ventura da Silva; Manuel dos Santos Guerreiro; Mário Wrem Abrantes da Silva; José Augusto de Jesus Brandão e Ramiro Rodrigues Morgado. Em adição a esta perda, a perseguição da polícia política complicava a realização de ações. Em 1973, Augusto Lindolfo foi alvo de uma tentativa de assassinato, que a PIDE atribuiu à ARA, apesar de ninguém ter reivindicado o ataque.
O Comando Central da ARA continuou na clandestinidade até à revolução de 25 de abril de 1974, sendo só dissolvida com a queda do regime ditatorial do Estado Novo, então liderado por Marcello Caetano.

## Operacionais

### Comando Central
| Comando Central  | Ref    |
| ---------------- | ------ |
| Jaime Serra      | [ 29 ] |
| Raimundo Narciso | [ 29 ] |
| Francisco Miguel | [ 29 ] |

### Principais Operacionais
| Principais Operacionais                  | Ref    |
| ---------------------------------------- | ------ |
| Carlos Alberto da Silva Coutinho         | [ 71 ] |
| Gabriel Pedro                            | [ 33 ] |
| Manuel dos Santos Guerreiro              | [ 71 ] |
| Ângelo de Sousa                          | [ 45 ] |
| Manuel Policarpo Guerreiro               | [ 71 ] |
| António João Eusébio                     | [ 35 ] |
| Ramiro Rodrigues Morgado                 | [ 71 ] |
| António Pedro Ferreira                   | [ 56 ] |
| Francisco Presúncia                      | [ 27 ] |
| Maria Manuela                            | [ 27 ] |
| Alberto Serra                            | [ 53 ] |
| Amado de Jesus Ventura da Silva          | [ 71 ] |
| Jorge Trigo de Sousa                     | [ 56 ] |
| Mário Wrem Abrantes da Silva             | [ 71 ] |
| Victor d'Almeida d'Eça                   | [ 57 ] |
| José Augusto de Jesus Brandão            | [ 71 ] |
| Jesuína Maria Coelho Rodrigues Guerreiro | [ 71 ] |

### Após a revolução
Após a revolução de 25 de abril de 1974, a ARA foi dissolvida, e os seus operacionais voltaram à vida política normal. Segundo um operacional, "depois do 25 de abril, a ARA deixou de ser necessária, já não era legítima. Mesmo que as suas operações fossem justas, não tinham legitimidade na democracia que se estava a desenvolver.".
Sobre o uso da letalidade, para os operacionais da ARA "as nossas ações não criariam vítimas e isso impediria o regime chamar-nos de terroristas. Eles nunca conseguiram dizer isso. E a população também conseguia fazer a distinção, já que ela não era atacada, e também não ficou confusa". Sobre os ataques das FP-25 nos anos 80, de acordo com uma reflexão de um operacional da ARA, "[...] mataram um homem em Sacavém. Esse homem era um canalha, que merecia morrer quinhentas vezes, mas essa operação nunca deveria ter acontecido porque desafiou... pela consciência colectiva que pôs em causa a natureza de uma esquerda que queria ser necessária, que queria ser justa, e ser ética.". Assim, apesar dos alvos serem legítimos, a violência política das FP-25 é vista como contraprodutiva para a luta geral.
Coutinho, referindo-se aquando preso em 1973, diz que "[e]stive sob tortura do sono cerca de 300 horas, divididas por dois períodos: um primeiro de nove dias seguidos, e outro de quatro", e que até tentou achar maneiras de se suicidar. Referindo-se à resposta da PIDE/DGS sobre a sabotagem de Tancos, disse que "[c]omo forma de desculpar a sua falta de eficácia, a PIDE/DGS foi-nos atribuindo uma espécie de 'capacidade sobre-humana', superior à de um James Bond... [...] essas histórias espalharam-se, com as pessoas a falar e comentar. No café Montecarlo, que eu frequentava, o ataque a Tancos e o super-homem que lá entrou foram tema de conversa. Eu fazia um enorme esforço para não me rir e acabava por concordar, para não deixar nenhuma desconfiança.".